# Снови (филм)
Снови (јап. 夢 ; романизовано:Yume) је јапанско-амерички филм из 1990. који су режирали Акира Куросава и Иширо Хонда.

## Улоге
| Глумац          | Улога             |
| --------------- | ----------------- |
| Акира Терао     | „И“               |
| Шишу Рју        | „старац“          |
| Мартин Скорсезе | „Винсент ван Гог“ |